# وهبي كوتش
وهبي كوج أو وهبي كوتش (20 يوليو 1901 – 25 فبراير 1996) رجل أعمال وملياردير ومحسن تركي. أسس كوتش القابضة، إحدى أكبر الشركات في تركيا. خلال حياته أصبح أحد أغنى مواطني تركيا.

## النشأة والعائلة
وُلد وهبي كوج عام 1901 في كوراكالي، وهو حي تقطنه أغلبية مسلمة في أنقرة. عاش بعد ذلك في مزرعة عنب تقع في منطقة Keçiören بالقرب من أنقرة. اشتراها والده في عام 1923 بعد مغادرة عائلة كاسابيان،     ثم استحوذ عليها كوتش وأصبحت متحف وهبي كوج في عام 1944 بعد تجديد شامل.

## وظائف وأعمال
بدأ كوتش حياته العملية عام 1917 في محل بقالة صغير افتتحه له والده في أنقرة. أول شركة أسسها هي «كوتشزاده أحمد وهبي» وتم تسجيلها عام 1926 في غرفة تجارة أنقرة. أثناء تعامله في التجارة أصبح الممثل المحلي لشركة شركة فورد وستاندرد أويل (حاليًا Mobil) في عام 1928. وعندما أصبحت أنقرة عاصمة الجمهورية التركية الفتية، ازدادت أنشطة البناء وبدأ وهبي كوج التجارة في مواد البناء ولوازم البناء والأجهزة. بعد إنشاء مكاتب فرعية في إسطنبول وإسكي شهير في عام 1938 قام بتجميع المكاتب والفروع تحت شركة Koç Ticaret A.Ş.
في عام 1942 ، رأى وهبي كوج الفرص التي أتيحت له كرجل أعمال فاشترى العديد من الشركات المنهارة أو المفلسة. من بين عمليات الاستحواذ التي قام بها كوتش مبنى في اسطنبول يملكه أرميني يُدعى مارغاريوس أوهانيان، حيث باع العقار بقيمة 1.5-2 مليون ليرة من خلال المزاد العلني بسعر أقل بكثير من القيمة، في محاولة من المالك لتجنب دفع الزيادة الضريبية. ومع ذلك، استأجر كوتش العديد من الملاك السابقين وعاملهم بإنصاف ودون تحيز عنصري.

## أعاله الخيرية
أسس وهبي كوتش بنك عيون في كلية الطب بجامعة أنقرة، ومعهد لأمراض القلب في كلية الطب في جامعة اسطنبول، ومؤسسة التعليم التركية (Türk Eğitim Vakfı)، ومبيت الطلاب وهبي كوج في جامعة الشرق الأوسط التقنية (METU).
أسس مؤسسة وهبي كوج في 17 يناير 1969 لتعزيز الأنشطة في مجالات التعليم والصحة والثقافة. تبرع وهبي كوج بمكتبة أتاتورك في تقسيم إلى بلدية إسطنبول في عام 1976 ، وفي عام 1980 افتتح أول متحف خاص في تركيا، متحف سادبيرك هانم تخليداً لذكرى زوجته الراحلة سادبرك.
كان كوتش الرئيس الفخري لنادي غنتشلربيرليغي Gençlerbirliği SK في أنقرة.

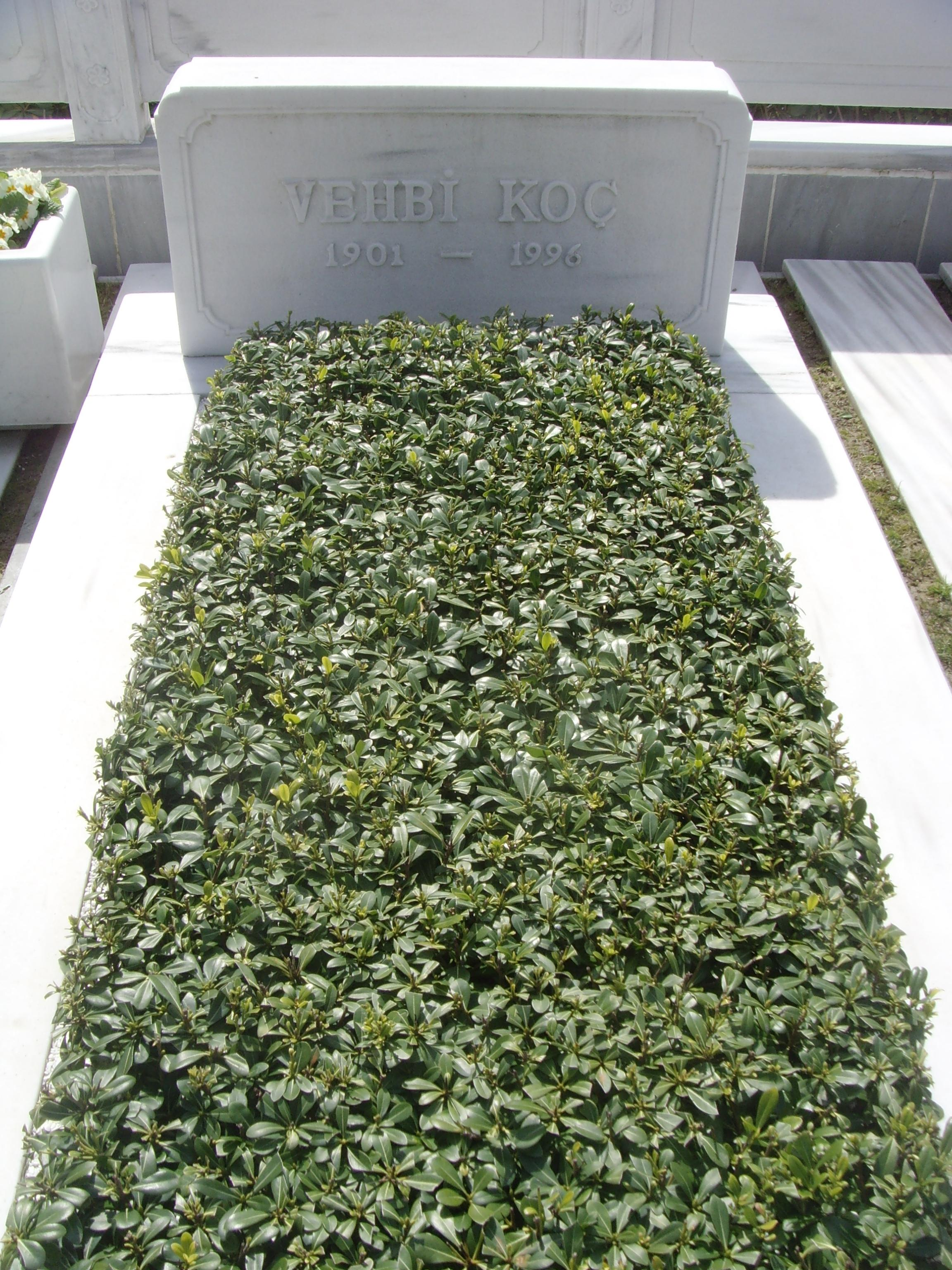
قبر وهبي كوج في مقبرة زينجيرليكويو ، اسطنبول

## مؤلفات
- " Hayat Hikayem" (قصة حياتي)، 1973 (في اللغة التركية والإنجليزية)
- " Hatıralarım، Görüşlerim، Öğütlerim " (ذكرياتي، رؤى، نصائح)، 1987 (في اللغة التركية والإنجليزية)

## وصلات خارجية
- موقع شخصي